# Webertief
Das Webertief ist ein Meerestief im Westteil des Pazifischen Ozeans (Pazifik) und mit 7440 m Meerestiefe die tiefste Stelle der Bandasee. Es befindet sich im Osten der Bandasee, nordwestlich der Tanimbarinseln.
Das Meerestief wurde nach Max Wilhelm Carl Weber benannt, der auf der Siboga-Expedition zwischen 1899 und 1900 diese Gewässer detailliert hydrografisch erkundete.
Koordinaten: 6° 0′ 0″ S, 131° 30′ 0″ O